# Daemonorops manii
Daemonorops manii är en enhjärtbladig växtart som beskrevs av Odoardo Beccari. Daemonorops manii ingår i släktet Daemonorops och familjen Arecaceae.
Artens utbredningsområde är Andamanerna. Inga underarter finns listade i Catalogue of Life.